# Општина Појана Илвеј (Бистрица-Насауд)
Појана  Илвеј (рум. Poiana  Ilvei) општина је у Румунији у округу Бистрица-Насауд.
Oпштина се налази на надморској висини од 497 m.

## Становништво

### Хронологија
| Година       | 2003 | 2004 | 2005 | 2006 | 2007 | 2008 | 2009 | 2010 | 2011 | 2012 | 2013 | 2014 | 2015 | 2016 | 2017 |
| ------------ | ---- | ---- | ---- | ---- | ---- | ---- | ---- | ---- | ---- | ---- | ---- | ---- | ---- | ---- | ---- |
| Становништво | 1685 | 1693 | 1701 | 1703 | 1680 | 1678 | 1675 | 1667 | 1652 | 1639 | 1609 | 1593 | 1585 | 1556 | 1541 |